# ماركوس ريلفورد
ماركوس ريلفورد (بالإنجليزية: Marcus Relphorde)‏ مواليد 1 ديسمبر 1988 في شيكاغو، هو لاعب كرة سلة أمريكي. بدأ مسيرته الاحترافية في سنة 2011. يبلغ طوله 6 قدم 7 بوصة (2.0 م). لعب مع كانتون شارج في دوري الرابطة الوطنية لفئة التطوير ونادي لوليو لكرة السلة في الدوري السويدي لكرة السلة.

## روابط خارجية
- ماركوس ريلفورد على موقع كرة السلة الأوروبية.كوم (الإنجليزية)
- ماركوس ريلفورد على موقع كلية كرة السلة في سبورتس رفرنس.كوم (الإنجليزية)
- ماركوس ريلفورد على موقع ريلجم (الإنجليزية)
- ماركوس ريلفورد على موقع بروبوليرز (الإنجليزية)
- ماركوس ريلفورد على موقع سبورتس رفرنس (الإنجليزية)
- ماركوس ريلفورد على موقع سبورتس رفرنس (الإنجليزية)